# Ra (ljus)
Ra, ett index (även kallat Färgåtergivningstal) för hur en belysningskälla är balanserad i färgmässigt avseende, där 100 är närmast likt referensljuskällan, som för ljuskällor med färgtemperatur 5000 K (Kelvin) eller mer är dagsljus och för lägre färgtemperaturer är en upphettad svartkropp. På engelska kallas det även CRI, vilket står för Colour Rendering Index. Det bygger på mätmetoder som utarbetats av International Commission for Illumination, (CIE).
Då olika referenser används för ljuskällor med olika färgtemperatur kan Ra-värden för ljuskällor med färgtemperatur under 5000 K inte jämföras med värden för ljuskällor med högre färgtemperatur. Eftersom en glödlampa i princip är en svartkropp får den ett Ra-värde nära 100, men dess spektrum skiljer sig mycket från dagsljus, vilket är den andra referensen, och genom den höga andelen gult kan den inte återge färger på samma sätt som dagsljus. Glödlampor kan korrigeras med filter av neodymoxid för att ge bättre färgåtergivning. Vilket dock sänker Ra-värdet eftersom färgåtergivningen då avviker från referensen. Av detta följer att Ra inte anger hur bra färger återges, utan hur mycket färgåtergivningen liknar referensljuskällans. 
Lampor med ungefär samma Ra-värden sammanförs i grupper: Högtrycksnatrium har grupp 3 eller 4. Lågtrycksnatrium är inte ens klassat. Metallhalogen har grupp 1A eller 1B. 
Grupp 1A - Ra 90-100
Grupp 1B - Ra 80-89
Grupp 2A - Ra 70-79
Grupp 2B - Ra 60-69
Grupp 3 - Ra 40-59
Grupp 4 - Ra 20-39

## Färgåtergivning med olika referensljuskällor
Dagsljuset har olika spektralsammansättning vid olika tider på dagen och olika solhöjd, liksom vid varierande molntäckning. I regel innehåller dagsljus mindre andel av gult än strålningen från en svartkropp. Därför ser färger inte likadana ut i dagsljus som i ljus från en glödlampa. Glödlampsljus får främst violetta och vissa ljust blå toner att framträda annorlunda jämfört med dagsljus. Som referensljuskälla har dagsljus en standardiserad sammansättning med färgtemperatur på 6500 K. 
Ögat kan kompensera för skillnader i färgtemperatur, men inte för skillnaden i spektralfördelning mellan de olika referenserna. Detsamma gäller för fotografi efter att bilden är tagen. Det beror på att färgsystemet i ögat bygger på de tre additiva grundfärgerna (se additiv färgblandning), där gult är en blandfärg. Om man i ett fotografi taget i glödlampsljus försöker filtrera bort gult i den färdiga bilden förändras också rött och grönt, så att såväl purpur som cyan drar mot blått. Om man i stället filtrerar i den gula delen av spektrum när bilden tas återges framför allt purpur mera naturtroget. Av detta följer också att man inte kan göra den korrektionen vare sig med mjukvara i datorn eller med digitalkamerans vitbalans. Korrektionen kan göras med fotografiska filter antingen på ljuskällan eller framför kamerans objektiv.